# Chov varana komodského v Zoo Praha
Zoo Praha chová varany komodské od roku 2004, kdy byli umístěni v pavilonu Indonéská džungle. Tehdy přišel dvouletý pár z Indonésie jako státní dar prezidentovi Václavu Klausovi.
V roce 2007 došlo k prvnímu českému úspěšnému odchovu a od té doby následovalo mnoho dalších. Samice Aranka nakladla celkem sedm snůšek, z nichž se vylíhlo 47 mláďat. Celkem 66 mláďat, z toho některá již ve druhé generaci, znamenají nejúspěšnější chov na světě.
Samice Aranka žila v expozici pavilonu Indonéská džungle od roku 2004 do podzimu 2015, kdy se přestěhovala do klidného zázemí. Uhynula v roce 2017.
V roce 2010 přišel z plzeňské zoo do Prahy samec Leonardo. Uhynul o dva roky později.
Prvním mládětem narozeným v Zoo Praha v roce 2017 se stal právě varan komodský, který dostal jméno Kámasútra. Ke konci roku 2017 bylo chováno 30 jedinců. V závěru roku 2018 bylo chováno 27 jedinců. 5. prosince 2019 bylo sedm odchovaných varanů transportováno do Austrálie, aby posílily tamní chovy.
V současnosti (2018, 2019) jsou v pražské zoo varani komodští k vidění v pavilonu Indonéská džungle (skupina samců). V této skupině je možné pozorovat unikátní skupinové krmení pěti dospělých samců v intervalu 5-7 týdnů, kdy během vybrané soboty proběhne hodokvas, při kterém se předloženou kořistí varani přecpou dosyta, a následuje několik týdnů půstu, který odpovídá přirozenému stravovacímu režimu volně žijících varanů. Dále jsou varani komodští chováni ve specializovaném zázemí.
V roce 2012 se stopa varana komodského stala jednou z pěti zvířecích stop nového loga zoo. Symbolizuje rozvoj Zoo Praha po povodni v roce 2002.

## Galerie

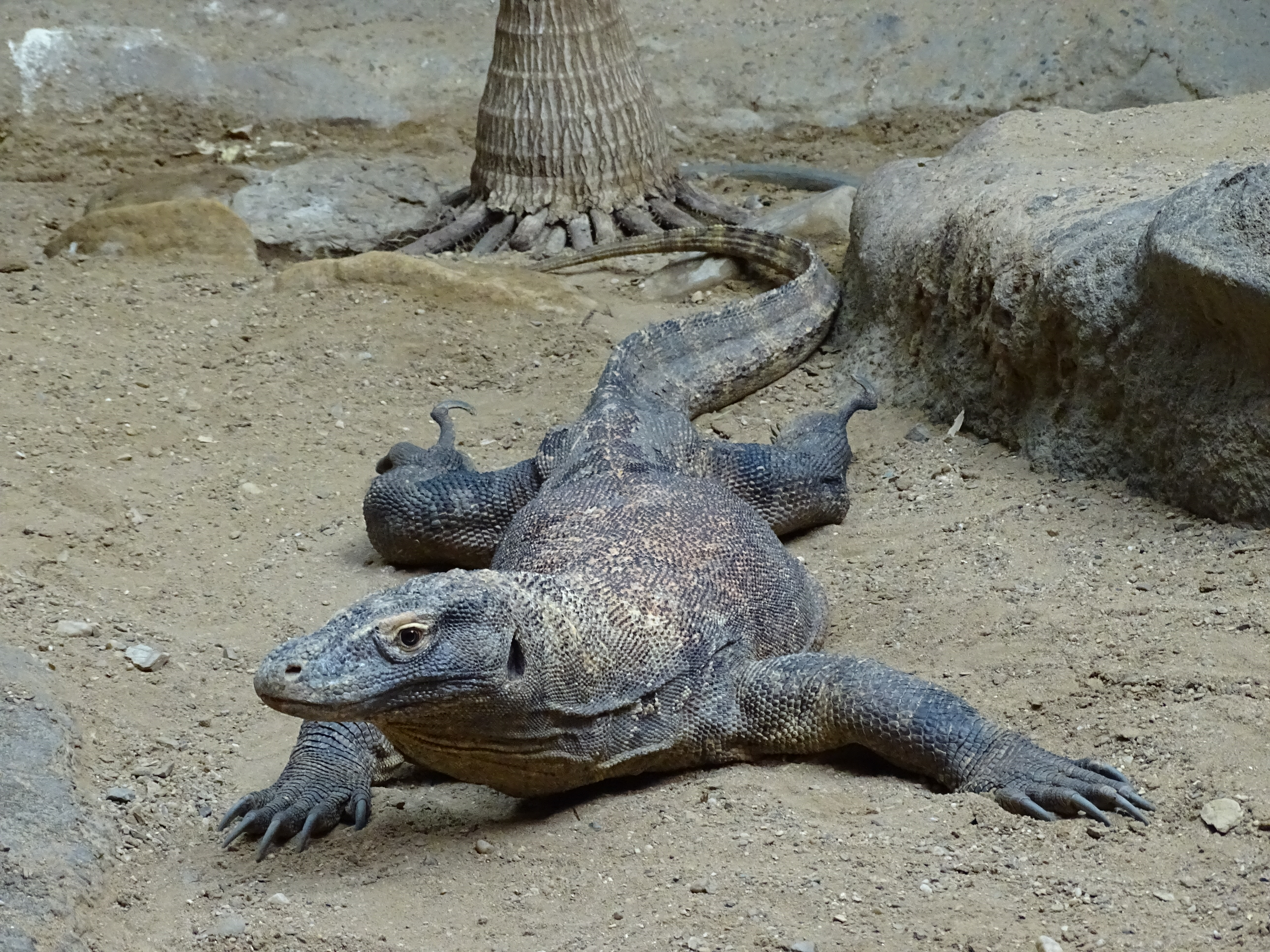
Jeden z varanů komodských chovaných v Zoo Praha
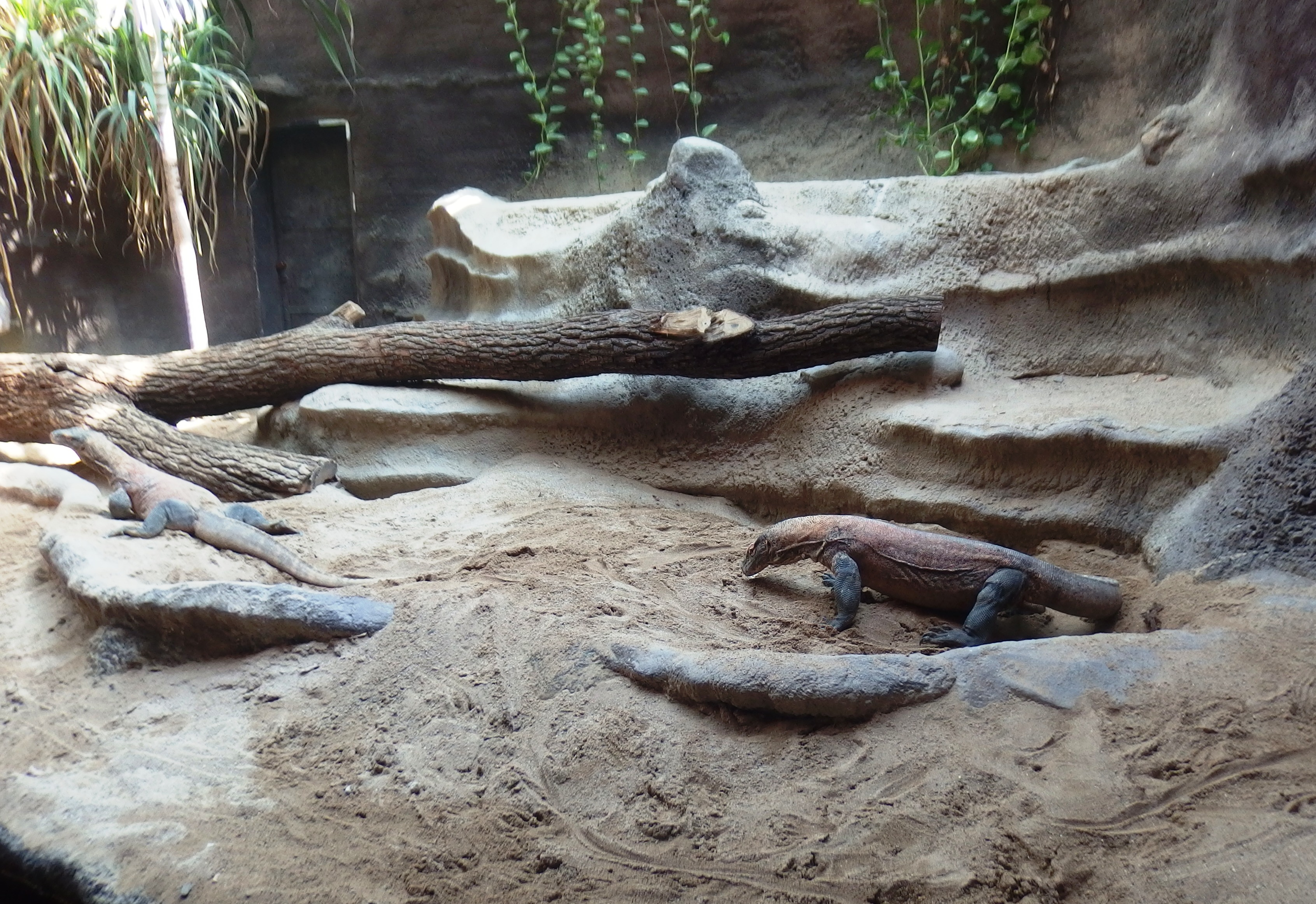
Varani komodští v expozici v pavilonu Indonéská džungle
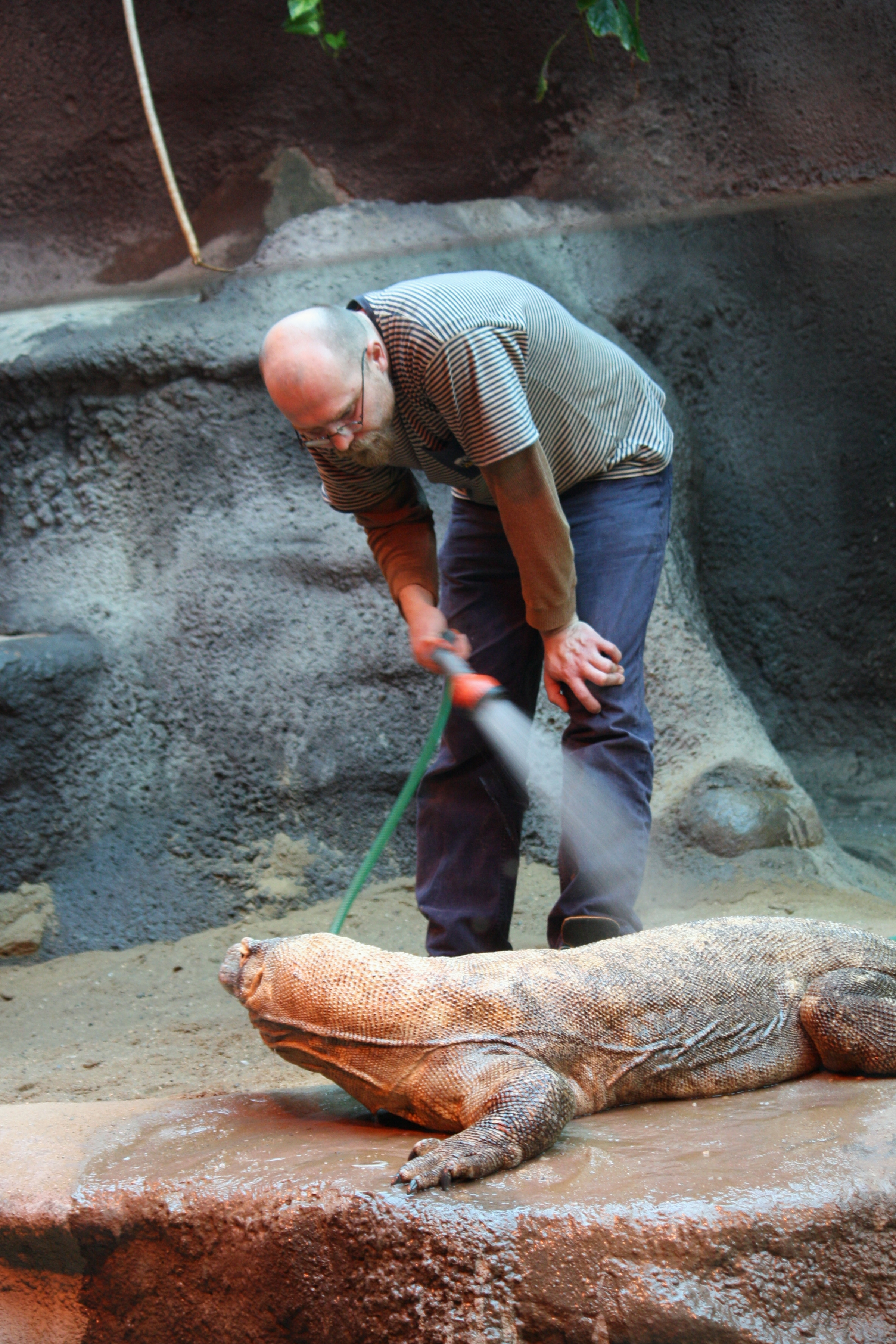
Varan komodský s ošetřovatelem
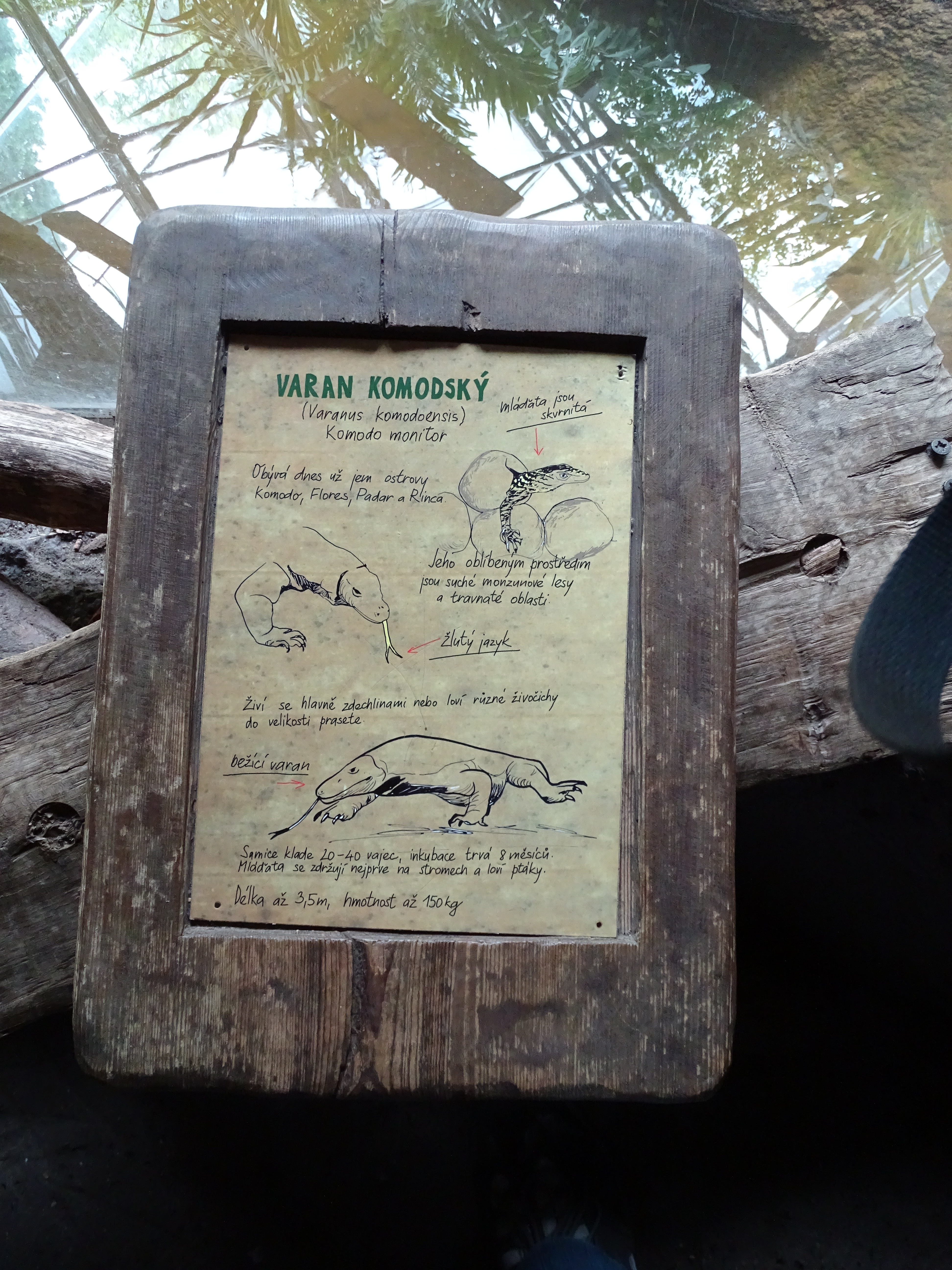
Infotabulka u expozice